# Burg Cagliatscha
Die Burg Cagliatscha ist die Ruine einer Höhenburg auf dem Gemeindegebiet von Andeer, Fraktion Clugin, im Schams im schweizerischen Kanton Graubünden.

## Lage
Die Ruine der Burg Cagliatscha liegt bei 1182 m ü. M. zwischen Andeer und Clugin auf einem Felsvorsprung hoch über dem Tal. Sie ist von Clugin aus über einen Wanderweg in gut zwanzig Minuten problemlos erreichbar. Vor der Ruine liegt ein Picknickplatz mit Feuerstelle und einem Brunnen.

## Anlage
Vom ursprünglich fünfstöckigen Wehrturm hat sich nur die etwa 8,5 Meter lange Südostwand erhalten, sowie die Ansätze der angrenzenden Wände. An der Innenseite kann anhand des Verputzes die Einteilung der Geschosse abgelesen werden. Die Mauerdicke beträgt unten 2,3 Meter und verjüngt sich gegen oben auf 1,75 Meter. Auffallend sind die verschiedenfarbigen Steine, aus denen der Turm gebaut wurde. Die Ecksteine, lange Bossenquader, weisen einen präzisen Kantenschlag auf.
Der mächtige Bergfried war in den obersten beiden Geschossen von einer weit ausladenden hölzernen Wehrlaube umgeben. Der ursprüngliche Hocheingang zum Turm lag im zweiten Geschoss der Nordostwand und wurde wohl aus strategischen Gründen ins dritte Geschoss verlegt. An der Abbruchkante ist eine Hälfte davon erhalten geblieben. Spuren eines Berings fanden sich keine. Eine dendrochronologische Untersuchung eines Dachbalkens ergab eine Bauzeit im Jahr 1266. Damit ist das Dach von Cagliatscha der älteste originale Dachaufbau der Schweiz.

## Geschichte
Urkundliche Belege über die Entstehung und Geschichte des Turmes von Cagliatscha fehlen vollständig. Als Erbauer anzunehmen ist ein lokales Geschlecht von Ministerialen der Freiherren von Vaz; unter Umständen die angesehene Schamser Familie Panigad, die in Clugin Güter besass und deren Wappen neben anderen im Verputz im dritten Geschoss eingeritzt ist. Eine dendrochronologische Untersuchung eines Lärchenbalkens ergab eine Erbauungszeit um das Jahr 1265. Es ist anzunehmen, dass der Turm im Zusammenhang mit der Schamserfehde zerstört wurde; Gesteinstrümmer liegen noch heute im Tobel unterhalb der Ruine. Ulrich Campell erwähnt sie um 1570 als Castellatsch, also als schlechte, zerstörte Burg.
1984/85 wurde der Turm durch den Burgenverein Graubünden gesichert und eine Brücke über den Halsgraben gebaut. Im Frühjahr 2009 wurde bei der Ruine eine Tafel aufgestellt mit umfassenden Informationen über Bau und Geschichte der Burg.
Das Gebiet im Nordwesten der Ruine heisst Padnal, was auf eine prähistorische Siedlung hindeutet.

## Galerie

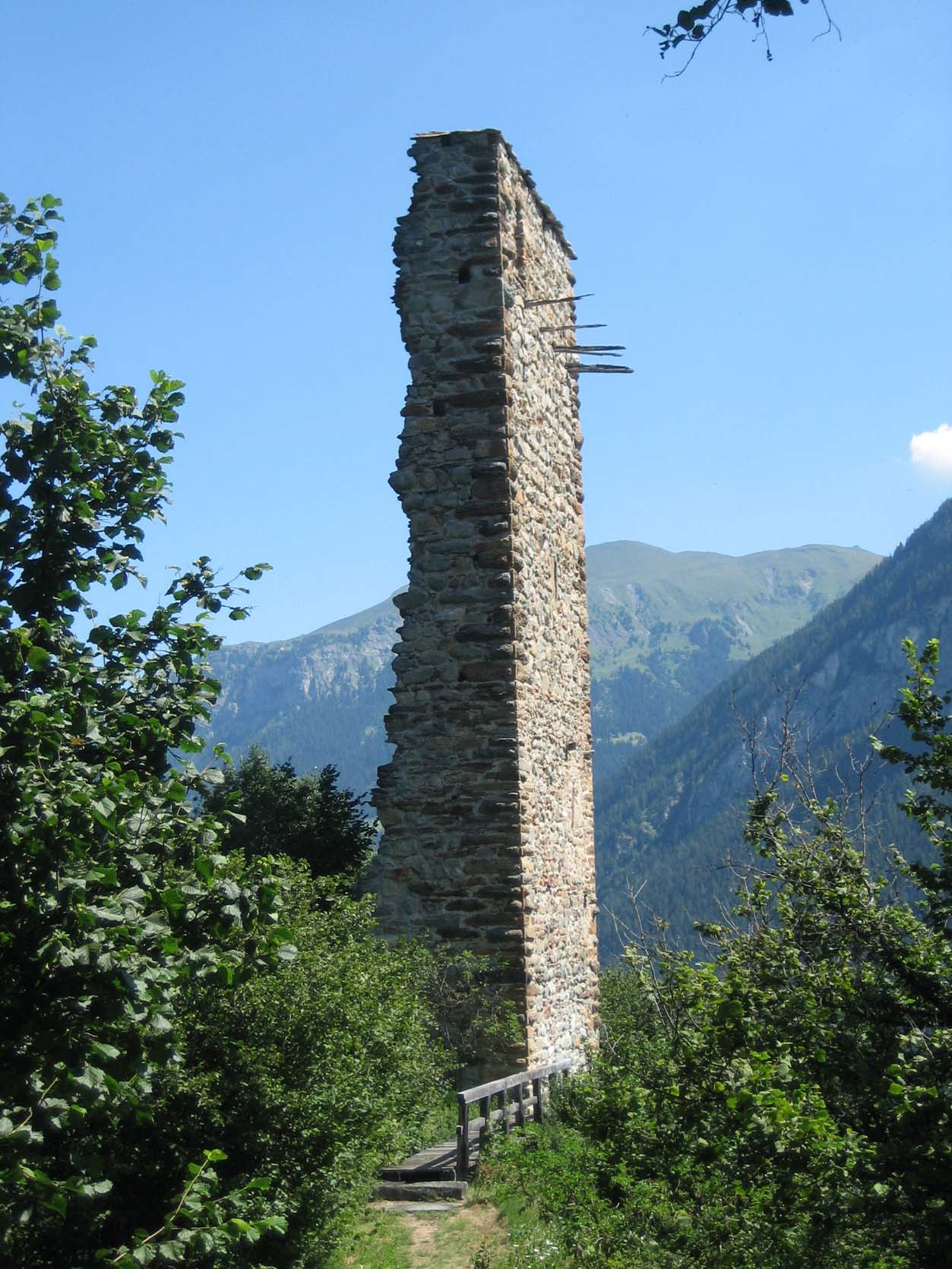
Ansicht von Westen
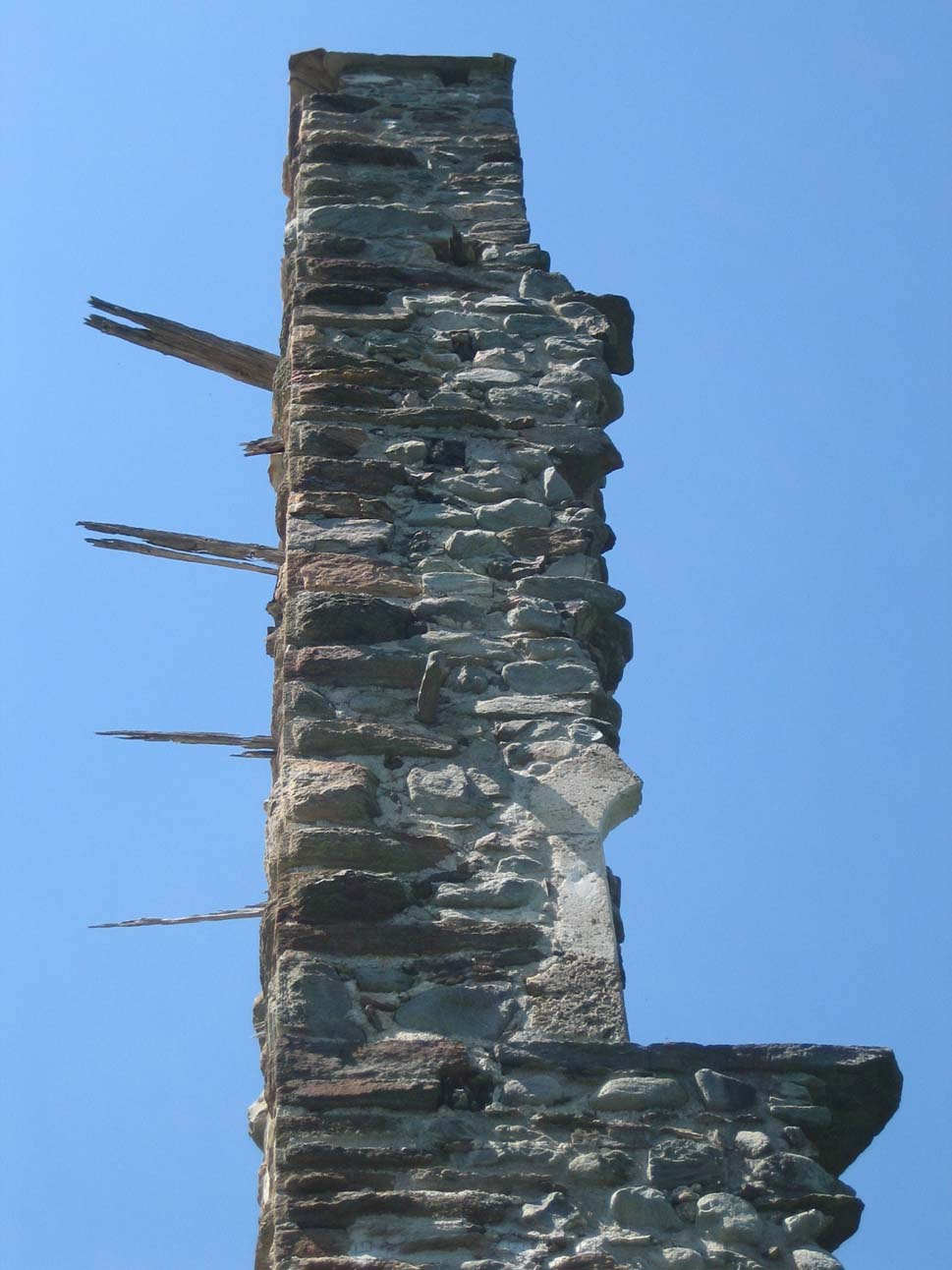
Wand von Osten
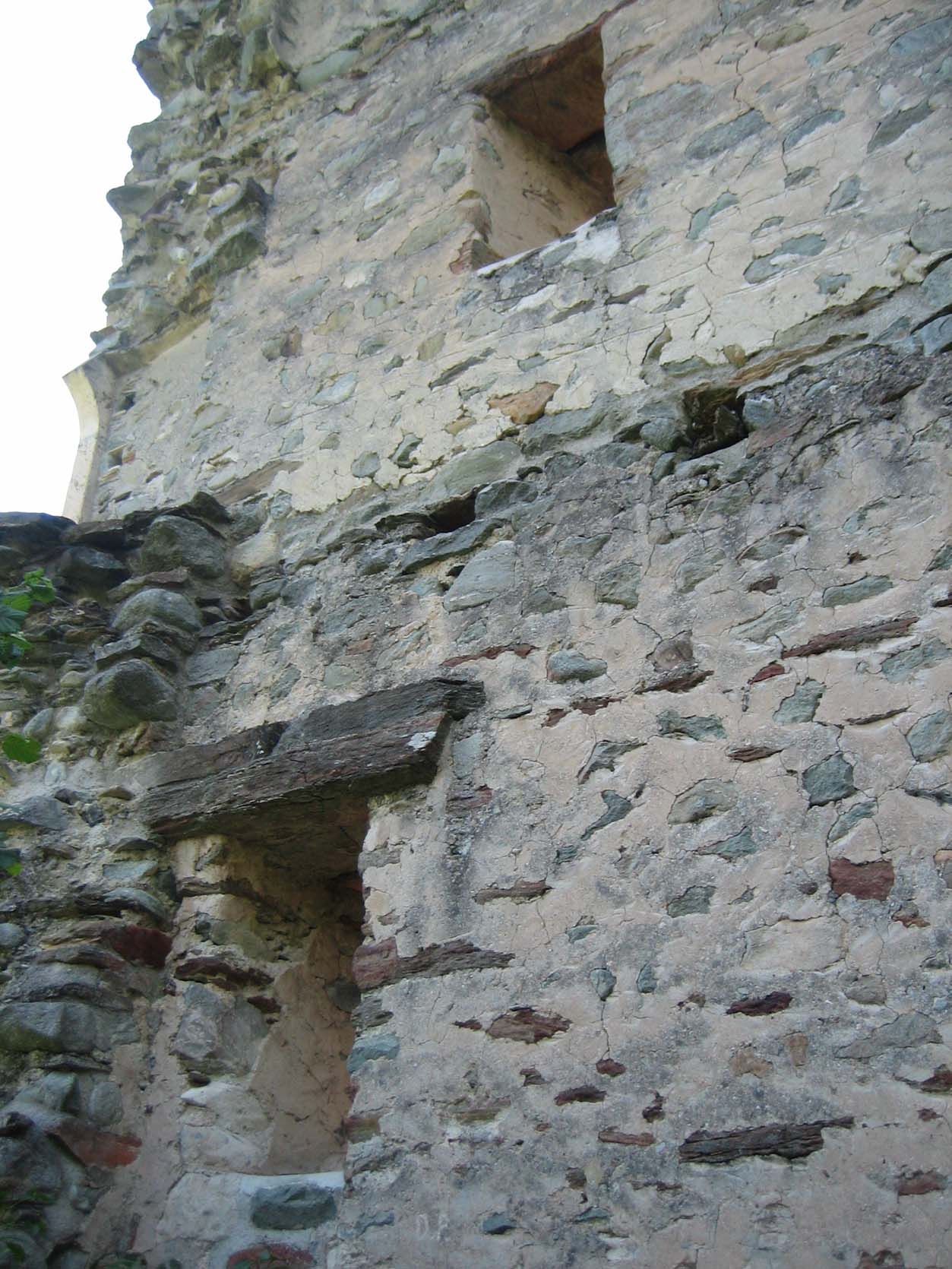
Innenseite
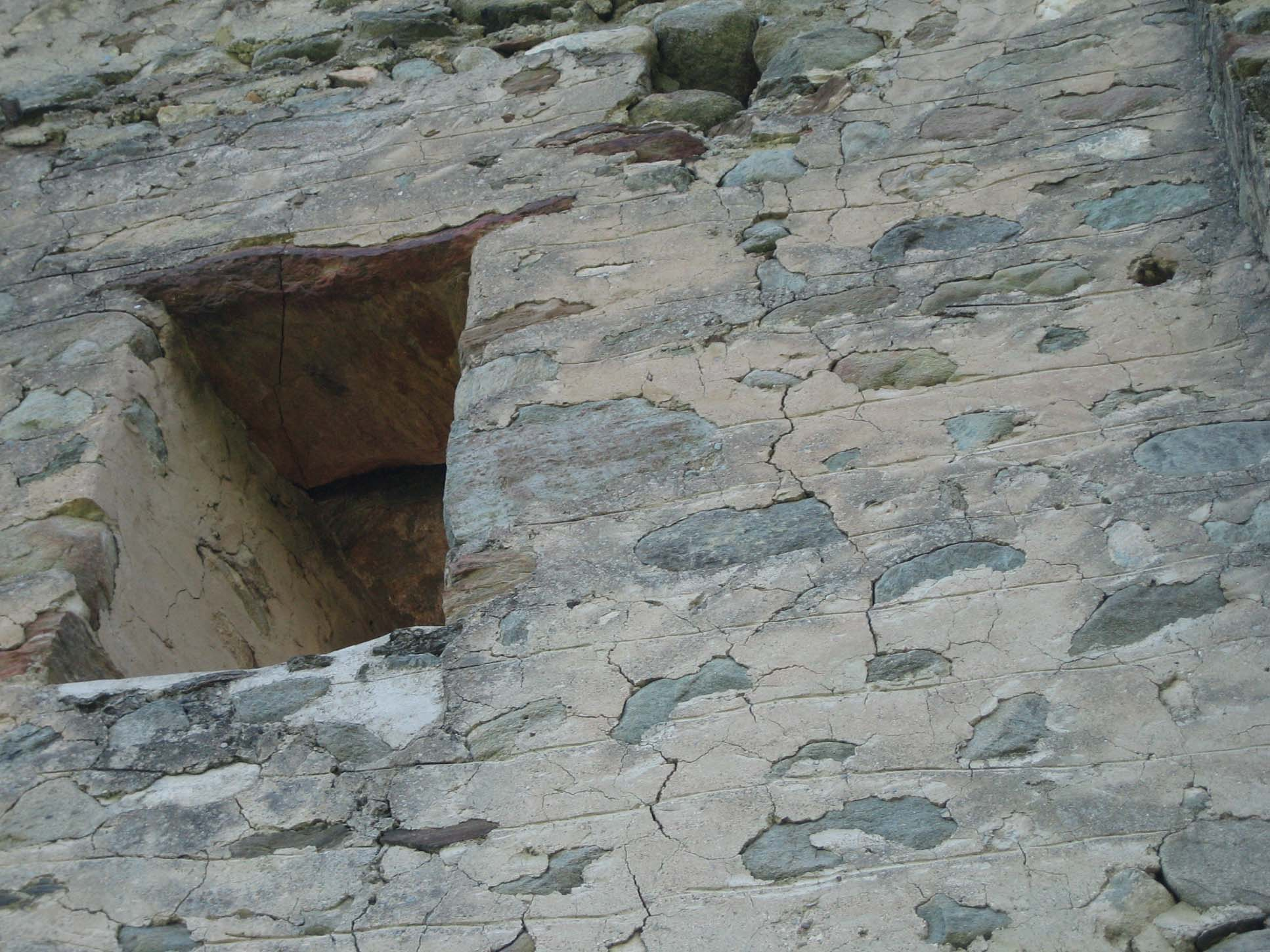
Schartenfenster, Rasa-Pietra mit Fugenstrich
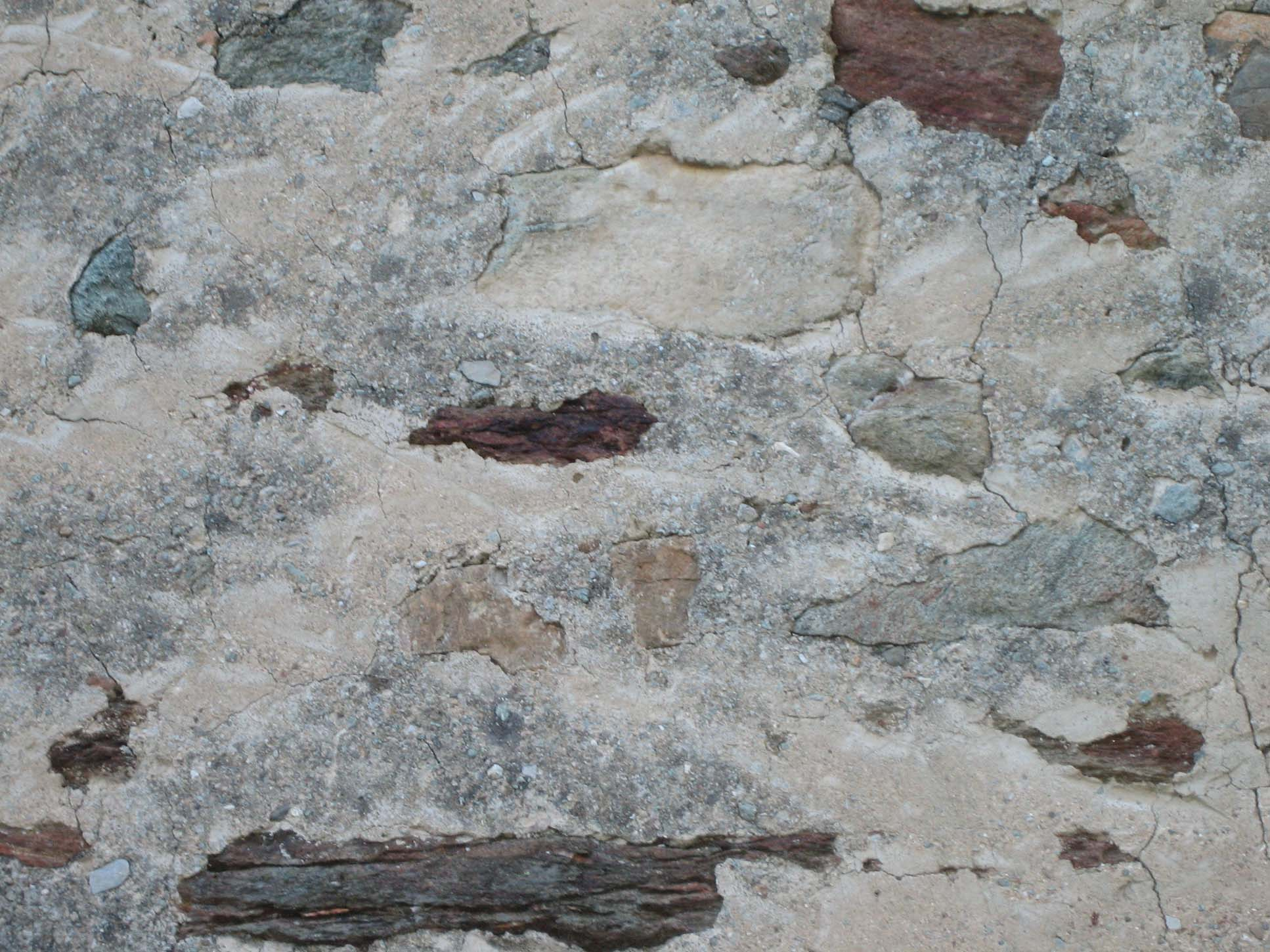
Rasa-Pietra auf verschiedenfarbigen Steinen
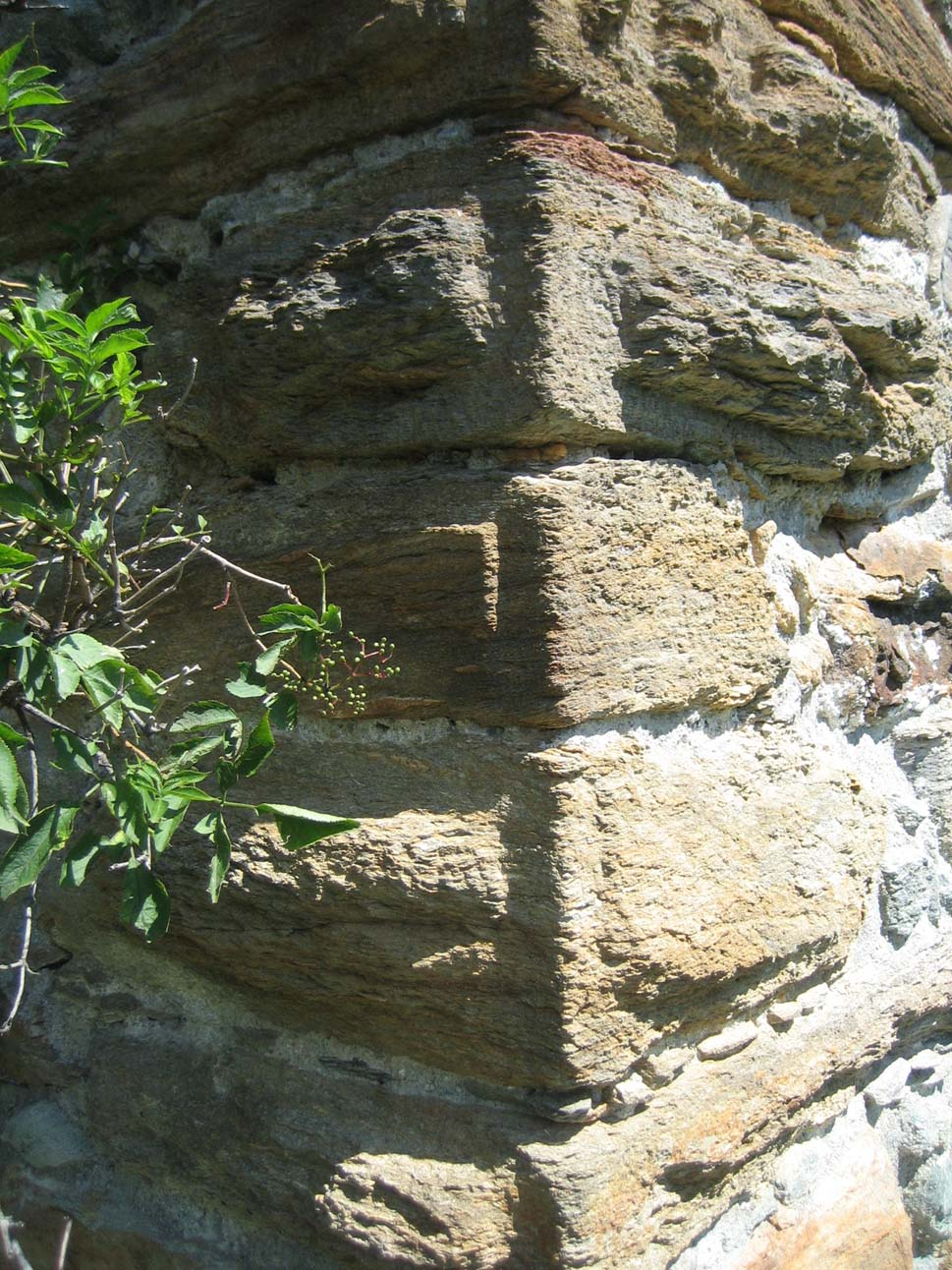
SW-Ecke mit Kantenschlag
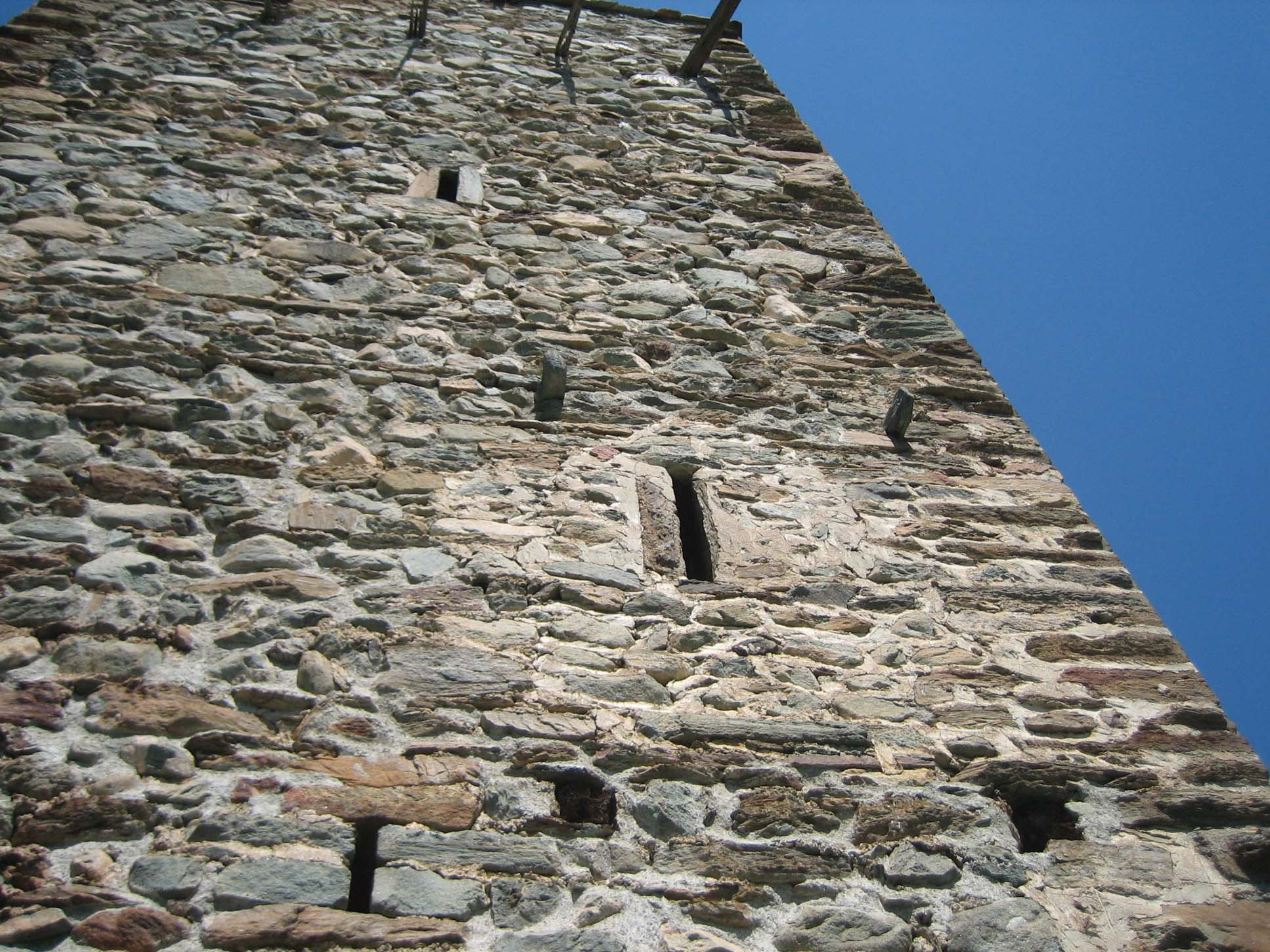
Südwand